# Ruy Guerra
Ruy Guerra (Lourenço Marques, actual Maputo, 22 de agosto de 1931) es un director de cine mozambiqueño con nacionalidad brasileña y portuguesa. Estuvo casado con la actriz Leila Diniz.
En 1952 inicia sus estudios en el IDHEC de París. A mediados de los 60 ingresa en las filas del Cinema Novo. Como actor interpretó a Pedro de Ursúa en la película de Werner Herzog Aguirre, la cólera de Dios.
Junto a Chico Buarque escribió el "Fado Tropical" en 1973, álbum que fue censurado y algunas de las canciones solo pudieron ser publicadas en versión instrumental. En 1974 Georges Moustaki lo interpretó dedicándolo a la Revolución de los Claveles. 

## Filmografía
- 2005 - O veneno da madrugada
- 2004 - Portugal S.A.
- 2000 - Estorvo
- 2000 - Monsanto (para TV)
- 1992 - Me alquilo para soñar (serie de 6 episodios de TVE)
- 1989 - Kuarup
- 1988 - Os amores difíceis
- 1986 - A ópera do malandro
- 1983 - Eréndira (basada en la novela de Gabriel García Márquez)
- 1981 - Histoires extraordinaires: La lettre volée (para TV)
- 1980 - Mueda, Memória e Massacre
- 1976 - A queda
- 1970 - Os deuses e os mortos
- 1969 - Ternos caçadores
- 1964 - Os fuzis
- 1962 - Os cafajestes

## Premios y distinciones
Festival Internacional de Cine de Berlín
| Año  | Categoría                                      | Película    | Resultado |
| ---- | ---------------------------------------------- | ----------- | --------- |
| 1964 | Oso de Plata. Premio extraordinario del jurado | Los fusiles | Ganador   |
| 1978 | Oso de Plata                                   | A Queda     | Ganador   |